# Volo AB Aviation 1103
Il volo AB Aviation 1103 è stato un collegamento operato da un Cessna 208D Grand Caravan dall'aeroporto internazionale di Moroni "Principe Said Ibrahim" all'aeroporto di Mohéli-Bandar Es Eslam nelle Comore. Il 26 febbraio 2022, l'aereo che operava il volo si è schiantato in mare a circa 2,5 km dall'aeroporto di Mohéli.

## L'aereo
Il velivolo coinvolto nell'incidente era un Cessna 208D Grand Caravan con marche 5H-MZA; l'aereo era equipaggiato con un motore turboelica Pratt & Whitney Canada PT6A-140. Il suo primo volo avenne nel 2016.

## Passeggeri ed equipaggio
A bordo dell'aereo c'erano 14 persone: 12 passeggeri e 2 membri dell'equipaggio, tutti periti nell'incidente. A parte i due membri dell'equipaggio provenienti dalla Tanzania, tutti gli altri erano locali delle Comore.

## L'incidente e le ricerche
Il velivolo decollò dall'aeroporto di Mohéli alle 11:55 per poi perdere i contatti intorno alle 12:30.
Circa 24 ore dopo il disastro vennero ritrovati alcuni detriti in mare ma non vennero rilevati segni di vita degli occupanti; i corpi di coloro che si trovavano bordo risultavano ancora dispersi.
"Le operazioni di ricerca condotte dai servizi statali mobilitati a questo scopo, con il supporto dell'aeroporto di Dzaoudzi, hanno permesso di trovare parte del relitto dell'aereo nella zona costiera di Djoyezi, a conferma l'incidente", ha dichiarato il ministero.
Le indagini proseguirono sotto l'egida del ministero dei Trasporti, in collaborazione con diversi servizi governativi legati all'aviazione e con la guardia costiera nazionale. Le autorità dichiararono di aver chiesto aiuto al vicino territorio francese di Mayotte.
Alcuni giorni dopo l'incidente venne recuperato un corpo dal mare. Il BEA francese accettò di partecipare all'indagine.
Gli investigatori affermarono che finché non sarebbe stata ritrovata la cabina di pilotaggio dell'aereo, nessun elemento avrebbe potuto fornire anche solo un'idea di spiegazione.